# Joseph Delaville Le Roulx (1747-1803)
Pour les articles homonymes, voir Joseph Delaville Le Roulx, Delaville et Roulx.
Joseph Delaville Le Roulx,  né le 22 mars 1747 au Blanc (Berry) et mort le 3 avril 1803 à Paris, est un armateur, négociant et homme politique français.

## Biographie
Petit-fils de Joseph Le Roux, Joseph Delaville Le Roulx est le frère de René Delaville Le Roulx, qui est ministre des Contributions et Revenus publics du 29 juillet au 10 août 1792. De nombreux ouvrages confondent souvent les deux frères.
Après ses études à Paris, Joseph Delaville Le Roulx se destine au commerce et effectue dans ce but, quelques voyages hors de France. Il devient professeur de langues, puis négociant en denrées coloniales aux Pays-Bas. Il épouse en premières noces le 24 novembre 1771 à Amsterdam, Marie-Thérèse Lefébure (1750-1790) et vient se fixer à Lorient comme négociant armateur par la suite, et est employé à la Compagnie française des Indes orientales. Devenu veuf, il se marie en secondes noces le 25 juin 1796 à Chenonceaux avec Madeleine-Suzanne Dupin de Francueil (1751-1812), veuve de Pierre-Armand Vallet de Villeneuve (1731-1794) et mère de René Vallet de Villeneuve.
Élu le 21 avril 1789 député du tiers état aux États-Généraux par la sénéchaussée d'Hennebont, il siége dans la majorité. 
En frimaire an V, il devient administrateur municipal de Lorient, et s'étant montré favorable au coup d'État de brumaire, est nommé le 4 nivôse an VIII, membre du Sénat conservateur. Il meurt subitement en descendant l'escalier du palais des Tuileries alors qu'il allait avec Jean-Nicolas Corvisart, dîner chez le Premier Consul, le 3 avril 1803.
Il est le père de Laurent-Justinien Delaville Le Roulx. L'historien et archiviste-paléographe homonyme Joseph Delaville Le Roulx (1855-1911) est son arrière-arrière-petit-fils.

## Œuvres
- Vues générales sur les finances et sur les caisses d'escompte nationale (1789)
- Établissement à Paris d'une manufacture de tabac d'Amérique sans aucun mélange de tabac d'Europe (1791)